# 기요하라촌 (아이치현)
기요하라촌(清原村)은 아이치현 니시카모군에 설치되었던 촌이다. 현재의 도요타시에 해당한다.